# Corgatha gifuensis
Corgatha gifuensis är en fjärilsart som beskrevs av Nagano 1918. Corgatha gifuensis ingår i släktet Corgatha och familjen nattflyn. Inga underarter finns listade i Catalogue of Life.